# Kern River Gas Transmission
Kern River Gas Transmission — трубопровід, призначений для постачання природного газу з Вайомінгу до Каліфорнії.
Нафтогазоносні басейни Скелястих гір традиційно є одним з центрів газової промисловості США (станом на початок 2010-х років — п'ята частина видобутку блакитного палива в країні). В цьому регіоні одним із газових хабів, звідки здійснюється транспортування продукції до споживачів, є Опал у штаті Вайомінг. Розташований в басейні Грейт Грін Рівер, він також зв'язаний з іншими численними газопромисловими районами за допомогою трубопровідних мереж Wyoming Interstate Company та Colorado Interstate Gas. При цьому з Опалу розходяться газопроводи на схід (Rockies Express), захід (Ruby pipeline) та південний захід. В останньому випадку транспортування блакитного палива через штати Юта та Невада до долини Сан-Хоакін в Каліфорнії забезпечує газопровід Kern River Gas Transmission, введений в експлуатацію ще у 1992 році.
Його поява зокрема була викликана впровадження на родовищах в долині Сан-Хоакін сучасних методів підвищення нафтовилучення, для чого знадобилось подати сюди великі обсяги природного газу. Це здійснили прокладанням Kern River Gas Transmission із Вайомінгу та Mojave Pipeline зі сходу. Обидві системи зустрічаються в районі Daggett та прямують в одному коридорі до району Bakersfield.
Довжина Kern River Gas Transmission, виконаного з діаметром труб  900 і 1050 мм, становить близько 1700 миль. Його пропускна здатність після численних модернізацій станом на середину 2010-х років перевищила 22 млрд.м3 на рік. Це забезпечується роботою 12 компресорних станцій, управління якими здійснюється в автоматизованому режимі із контрольного центру в Солт-Лейк-Сіті.